# Remember this
Remember this is een studioalbum van Gordon Giltrap. Met dit album gaf Giltrap een aantal instrumentale covers uit. Giltrap was er zelf niet helemaal van overtuigd dat het zou lukken. Hij was eerder door Peter Green op de vingers getikt voor een in zijn ogen mislukte cover van Oh Well (van Fleetwood Mac). Het album is opgenomen in de Elversounds geluidsstudio, de laatste.twee nummers in de BBC—studio.
In 2010 verscheen het album opnieuw; Janschology was er toen bijgeperst.

## Musici
- Gordon Giltrap – gitaar

Met
- Hilary Giltrap – dwarsfluit op Minuet
- Neville Marten – gitaar op Substitute
- Rick Wakeman – toetsinstrumenten op Isabella’s wedding en Down the river

## Muziek
| Nr. | Titel                                              | Duur |
| --- | -------------------------------------------------- | ---- |
| 1.  | Appalachian dreaming (Giltrap)                     | 3:51 |
| 2.  | Here Comes the Sun (George Harrison)               | 2;42 |
| 3.  | Jesu Joy of Man’s desiring (Johann Sebastian Bach) | 2:53 |
| 4.  | Nuage (Django Reinhardt)                           | 2:43 |
| 5.  | Substitute (Pete Townsend)                         | 4:02 |
| 6.  | Minuet (Bach)                                      | 2:03 |
| 7.  | Lady Nothing (John Renbourn)                       | 3:18 |
| 8.  | Layla (Eric Clapton)                               | 4:07 |
| 9.  | Romanza                                            | 2:34 |
| 10. | Summer holiday (Bruce Welch, Brian Bennett)        | 2:03 |
| 11. | Scarlet ribbons (Evelyn Danzig, Jock Segal)        | 2:47 |
| 12. | If I fell (John Lennon, Paul McCartney)            | 3:12 |
| 13. | Boureee (Bach)                                     | 1:56 |
| 14. | The Londonderry Air                                | 3:20 |
| 15. | Isabella’s wedding (Giltrap)                       | 3:31 |
| 16. | Down the river (Giltrap)                           | 7:13 |